# Luật xây dựng
Luật xây dựng là một nhánh của luật liên quan đến các vấn đề về xây dựng, kỹ thuật và các lĩnh vực liên quan khác. Đây là sự kết hợp của luật hợp đồng, luật thương mại, luật quy hoạch, luật lao động và luật bồi thường thiệt hại. Luật xây dựng bao gồm nhiều vấn đề pháp lý như hợp đồng, trách nhiệm pháp lý, bảo lãnh thực hiện, quyền giữ tài sản, đấu thầu, tranh chấp xây dựng và các hợp đồng tư vấn liên quan.